# Bobby Vinton
Stanley Robert Vinton, Jr. (Canonsburg, Pensilvania, 16 de abril de 1935), conocido profesionalmente  como  Bobby Vinton, es un cantante y compositor retirado estadounidense que también hizo algunas incursiones como actor de cine. Es de ascendencia polaca y lituana. En los círculos musicales es conocido como «El príncipe polaco» y su música rinde homenaje a su herencia polaca. Su canción más popular fue «Blue Velvet» (versión de la canción de 1951 de Tony Bennett), que alcanzó el puesto n.º 1 en el Billboard Pop Singles Chart en 1963 y número 2 en el Reino Unido en 1990. La canción también sirvió como inspiración para la película del mismo nombre. También tuvo otros tres número uno: "Roses Are Red" en 1962, "He Said It Again" en 1963 siendo este el último éxito previo a la llegada de The Beatles y "Mr Lonely" en diciembre de 1964 siendo una de las pocas canciones que llegaron al número uno durante la invasión inglesa encabezada por The Beatles.

## Biografía
Vinton es el único hijo de un director de orquesta popular a nivel local, Stan Vinton y Dorothy Studzinski Vinton. El apellido de la familia era originalmente Vintula pero su padre lo cambió por el de Vinton. Los padres de Vinton apoyaron el interés de su hijo por la música, dándole un subsidio diario de 25 centavos después de haber practicado el clarinete. A los 16 años, Vinton formó su primera banda, que tocó en los clubes de toda el área de Pittsburgh. Con el dinero que ganó ayudó a financiar su educación universitaria en la Universidad de Duquesne, donde se graduó con una licenciatura en composición musical. Durante su estadía en Duquesne se convirtió en experto en todos los instrumentos de la banda: piano, clarinete, saxofón, trompetas, percusión y oboe. Cuando Vinton se convirtió en un músico profesional, era común que las personas se confundiesen entre las bandas de padre e hijo, ya que ambos fueron nombrados Stanley. El padre de Vinton sugirió a su hijo usar su segundo nombre de Robert profesionalmente para aclarar la confusión.
El lugar de nacimiento de Vinton, Canonsburg en Pennsylvania, es también el lugar de nacimiento de Perry Como y de Joey Powers (famoso por "Midnight Mary" (1963-1964)). Su ciudad natal nombró a dos calles, Bobby Vinton Boulevard y el más corto contigua Bobby Vinton Drive, en su honor. Estas calles fueron construidas a finales del decenio de 1970; intentos anteriores para nombrar una calle residencial no tuvieron éxito. A los residentes no les importaba que el cantante siempre nombrara a Pittsburgh como su ciudad natal en entrevistas de televisión. Perry Como siempre nombró a Canonsburg como su ciudad natal y así cientos de personas cambiaron su dirección cuando la ciudad llamó una calle en el extremo oriental como Perry Como. Las autoridades de la ciudad de Canonsburg tenían planes para erigir una estatua en honor a él, pero el propio Vinton vetó la idea señalando que el costo planificado, US$ 100.000 podría dedicarse a necesidades más importantes de la ciudad.

## Carrera

### 1960
Después de dos años de servicio en el Ejército de los Estados Unidos, donde se desempeñó como asistente de un capellán, Vinton firmó con el sello Epic Records en 1960 como director de orquesta: "un hombre joven con una Big Band ".. La ruptura del contrato con Epic Records se produjo después de que Vinton y su banda aparecieran en el programa Talent Scouts TV de Guy Lombardo. Sin embargo, dos álbumes y varios singles no tuvieron éxito, y con la Epic lista para despedirlo, Vinton encontró su primer single exitoso, literalmente, sentado en un montón de rechazo. La canción se titulaba " Las rosas son rojas (My Love)" . Vinton tenía que hacer su propia promoción para la canción, que compró mil ejemplares y contrató a una joven para entregar una copia del registro y una docena de rosas rojas a cada discjockey local, Estuvo por cuatro semanas en No.1 en el Billboard Hot 100. Posiblemente, su canción más famosa es de 1963s "Blue Velvet", originalmente un éxito menor para Tony Bennett en 1951, que también fue un No.1 . Veintitrés años después, David Lynch nombró su película Blue Velvet después de la canción. En 1990 , "Blue Velvet" subió a la cima de las listas de música en Gran Bretaña  después de ser ofrecido en un anuncio de Nivea .
En 1964, Vinton tuvo dos hits N 1 "No !He Said It Again" (un hit N° 1 en el año 1945 por Vaughn Monroe) y "Mr. Lonely" . La versión de Vinton de "No ! Ya lo he dicho otra vez" es notable por ser la última Estados Unidos. Billboard número uno de la era pre- Beatles , depuesto de la cumbre del Hot 100 con "I Wanna Hold Your Hand" . También digno de mención es el hecho de que Vinton sigue teniendo grandes discos de éxito durante la invasión británica, teniendo 16 diez grandes éxitos, mientras que Connie Francis,Ricky Nelson, las Shirelles y otros artistas importantes de la década de 1960s se esforzaron para alcanzar incluso el Top 30 .
Vinton escribió "Mr. Lonely" durante el servicio de asistente de su capellán en el ejército de EE.UU. a finales de 1950 . La canción fue grabada durante la misma sesión de 1962 que produjeron " Roses Are Red ", y lanzó la carrera de canto de Vinton . El tema Mr Lonely fue lanzado como pista en el álbum de 1962 “Roses Are Red” (And other songs for the young & sentimental) a pesar de la presión de Bobby para lanzarla como single en un sencillo de vinilo, Buddy Greco, su productor lo hizo, y la venta fue un fracaso.  Dos años y millones de discos vendidos después, Bobby prevalecieron en Epic para incluir " Mr. Lonely " en "Bobby Vinton  Greatest Hits". Pronto, los DJ difundieron la canción y eso hizo generar una demanda para el lanzamiento de un sencillo. "Mr. Lonely" trepó en los charts (Billboard, Cashbox etc) a finales del otoño de 1964 para alcanzar el número 1 en los “Hot 100” el 12 de diciembre de 1964. Luego, Epic lanzó el LP “Bobby Vinton Mr. Lonely”, dándole a la canción un impulso único de ventas ya que ahora aparecía simultáneamente en tres álbumes de Bobby Vinton lanzados en dos años. La canción continuó generando dinero para Vinton, su autor y compositor, en los más de 50 años transcurridos desde que alcanzó el número 1; Harmony Korine nombró a su película de 2007 “Mister Lonely” en honor a esta última y presenta la canción al comienzo de la película, y también fue la base para el éxito del rapero Akon en 2005, "Lonely".

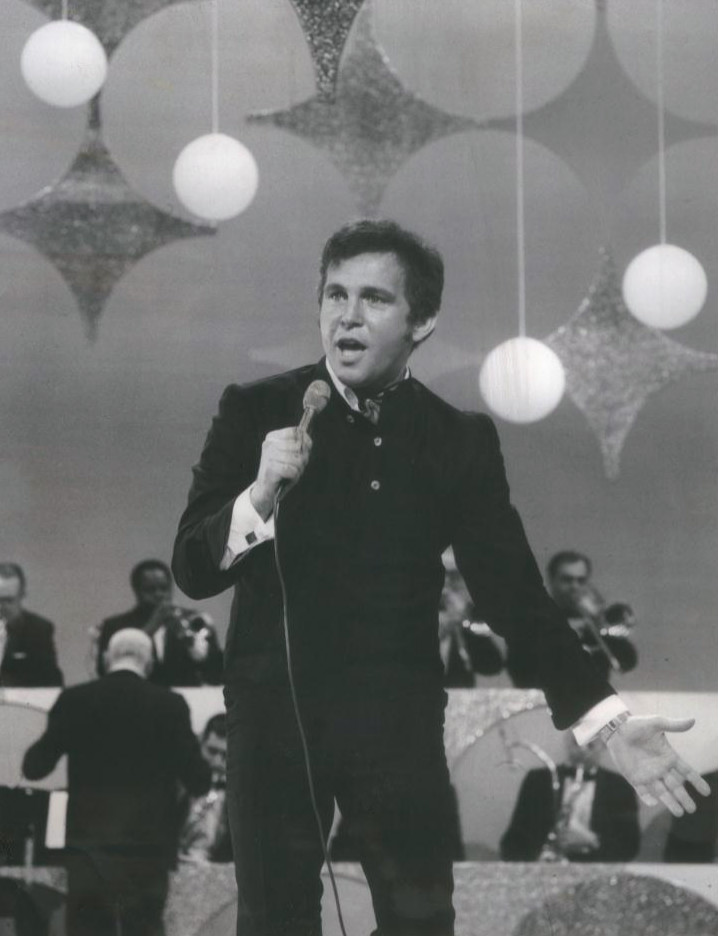
Vinton actuando en The Ed Sullivan Show en 1969.
En 1965, Vinton continuó su racha de éxitos con "Lonely" (canción escrita por él mismo). "Long Lonely Nights" trepó rápidamente al puesto 17 y generó un álbum, “Bobby Vinton Sings for Lonely Nights”. El éxito de su autoría de 1966, "Coming Home Soldier", alcanzó el puesto número 11 en el Hot 100 y fue a pedido en uno de los programas favoritos  “American Forces Network Tv” durante la Guerra Fría y la era de Vietnam, difundido para alentar a los soldados que estaban a punto de abordar el avión que los llevaría de regreso a la tierra natal (U.S.A.). La hermosa nueva versión de Vinton de 1967 de " Please Love Me Forever ", que alcanzó el número 6 y vendió más de un millón de copias, inició una serie de doce éxitos “Hot 100 Hits”, todos remakes, en poco menos de cinco años y medio. Su éxito de 1968 "I Love How You Love Me" saltó al número 9, vendió más de un millón de copias y recibió un disco de oro de la RIAA.

### 1970
En la década de 1970, el "príncipe polaco" continuó entrando en el Top 40, en particular con "Cada día de mi vida", producido por Jimmy "The Wiz" Wizner y el ingeniero de grabación de CBS  Jim Reeves, que alcanzó el #24 en enero de 1970, y "Sellado con un beso", SEALED WITH A KISS✔, Una de las canciones más importantes de la música, que alcanzó el #19 en junio de 1972. [5] A pesar del éxito de los dos hits, Epic Records decidió liberar a Vinton de su contrato el próximo año, alegando que sus días de registros de venta se habían acabado.
Sin inmutarse, Vinton gastó $50,000 de su propio dinero en "My Melody of Love", parcialmente auto-escrita y en parte cantada en polaco. La sugerencia para la canción vino de la madre de Vinton. Después de que Vinton fue rechazado por seis grandes sellos, ABC Records aceptó la propuesta de Vinton, y el resultado fue un éxito de venta de varios millones de copias que alcanzó el número 3 en el Hot 100, #2 en la lista Cashbox Top 100 y #1 en la lista de CA en 1974. Un álbum de oro, "Melodías de Amor", siguió así como éxitos Top 40 más pop ("Beer Barrel Polka" y "Dick y Jane" en 1975), una exitosa serie de media hora "The Bobby Vinton Show" (que se emitió desde 1975 hasta 1978), que utiliza "My Melody of Love" como su tema; ABC Records, posteriormente, lanzó un álbum de canciones realizado en el programa. 
En 1978, CBS TV transmitió el episodio "Bobby Vinton Rocks". especial de una hora en que logra la máxima calificación. A principios de la década, también actuó en dos películas de John Wayne: El gran Jack y Ladrones de trenes.

### Honores y reconocimientos
Era dueño de, y actuó en el Bobby Vinton Blue Velvet Theatre en Branson, Missouri, hasta 2002, cuando el teatro fue vendido a David King, creador y productor de Spirit of the Dance. Vinton vuelve a Branson anualmente para compromisos limitados en el teatro.
Billboard Magazine llamó a Bobby Vinton  "el cantante del amor de la 'Era del Rock' de mayor éxito de todos los tiempos. Desde 1962 hasta 1972, Vinton tenía más hits N°1 de Billboard   que cualquier otro vocalista masculino, incluyendo Elvis Presley y Frank Sinatra. En reconocimiento a su carrera discográfica, Bobby Vinton tiene una estrella en el Hollywood Walk of Fame en el 6916 de Hollywood Boulevard .
Su Alma mater de Vinton, Duquesne University, le otorgó un doctorado honorario en música en 1978. 
En 2011, el ganador del premio Grammy Jimmy Sturr y su orquesta grabaron la canción "Príncipe polaco " y la incluyeron en su CD nominado al Grammy " Not Just Another Polka ". La canción fue escrita por Johnny prill y se basó en la autobiografía de 1978 El príncipe polaco - . Bobby Vinton.

### Carrera como actor
Vinton apareció en siete papeles temporales durante su carrera como cantante. Su última aparición en la pantalla tuvo lugar en 1983 cuando interpretó a Bobby Gaines en el episodio "Chance of a Lifetime" en el drama familiar de la NBC Boone, protagonizado por Barry Corbin, Tom Byrd, y Ronnie Claire Edwards. Años antes, en 1965, interpretó a George Reynolds en el episodio "Patty y el Juego de periódicos" en la comedia de ABC The Patty Duke Show. En 1971 también interpretó a Jeff McCandles en la película de John Wayne Big Jake.

## Vida personal
Vinton y su esposa, Dolores "Dolly" Dobbins Vinton, han estado casados desde el 17 de diciembre de 1962 y tienen cinco hijos: Robert, Kristin, Christopher, Jennifer (que más tarde cambió su nombre legalmente a Hannah), y Rebecca. Los Vintons tienen su hogar en la Costa del Golfo en Englewood, Florida.
En 2015, después de contraer un caso de grave de Herpes zóster, Vinton se retiró de los escenarios y grabaciones en vivo.
Habló con sus fanáticos y amigos en febrero de 2018 en The Cousin Brucie Show en la Radio Sirius XM y alentó a todos a vacunarse contra la Herpes zóster. Dijo que estaba muy feliz viviendo en Florida.